# Simão, o Curtidor
Simão, o Curtidor, também conhecido como Simão, o Sapateiro (em copta: Ⲫⲏⲉⲑⲟⲩⲁⲃ Ⲥⲓⲙⲱⲛ Ⲡⲓⲃⲁⲕϣⲁⲣ; Ⲡⲓϩⲟⲙ, Ϧⲁⲣⲣⲁⲍ; romaniz.: Fnethouav Simōn Pivakšar; Pišom, lit.: "Simão, o Sapateiro; Artesão"; em árabe: سمعان الدباغ, translit. Sama'an al-Dabagh; séc. X, Egito - séx. X, Cairo antigo, Egito), é o santo copta ortodoxo associado à história da mudança da Montanha Mokattam no Cairo, Egito, durante o governo do califa fatímida muçulmano Almuiz Aldim Alá (953–975), enquanto Abraão, o Sírio, era o Papa da Igreja Ortodoxa Copta de Alexandria.

## Vida
Simão, o Curtidor, viveu no final do século X e muitos cristãos coptas no Egito estavam envolvidos em artesanato. São Simão trabalhava com curtimento, um ofício conhecido lá até hoje. Esta profissão envolvia outros ofícios que dependiam do processo, de onde Simão carregava vários títulos relacionados a peles: curtidor, remendão, sapateiro.